# Petr Halberstadt
Petr Halberstadt (* 28. září 1970 Liberec) je český herec.
V roce 1993 vystudoval činoherní herectví na Divadelní fakultě Janáčkovy akademie múzických umění v Brně. Od roku 1993 je členem činohry Národního divadla v Brně.
V roce 2006 byl podle něj v Indii pojmenován nově objevený druh mandelinky Apophylia halberstadti.

## Výběr z divadelních rolí
- Valmont – Nebezpečné vztahy
- Satan – Účtování v domě božím
- Valene – Osiřelý západ
- Mlynář – Lucerna
- Hrabě Almaviva – Figarova svatba
- Francek - Maryša
- Parsifal – Merlin
- Maurice – Terasa
- Porotce č. 10 – 12 rozhněvaných mužů
- Václav Václav – Podivné odpoledne dr. Zvonka Burkeho
- Marek Šebor - Tajemství Zlatého Draka
- Dorant – Měšťák šlechticem
- Richard III. - Král Richard III.
- Cyrano z Bergeraku
- Merkucio – Romeo a Julie

## Výběr z televizních rolí
- Černí baroni (režie: Juraj Herz)
- Četnické humoresky (režie: Antonín Moskalyk)
- Detektiv Martin Tomsa (režie: Vladimír Kelbl)
- Zobani (režie: Jiří Vanýsek)
- Jak se Kuba stal mlynářem (režie: Věra Jordánová)
- Les mrtvých (režie: Jiří Svoboda)
- Domina (režie: Jiří Svoboda)
- České století (2014, režie: Robert Sedláček) – tajemník ÚV KSČ Zdeněk Mlynář

## Film
- Stůj nebo se netrefím (režie: Jiří Chlumský)
- Tobruk (režie: Václav Marhoul)

## Rozhlas
- 2022 Ambrose Bierce: Zakleté údolí (režie: Tomáš Soldán)